# Kazimierz Dębnicki

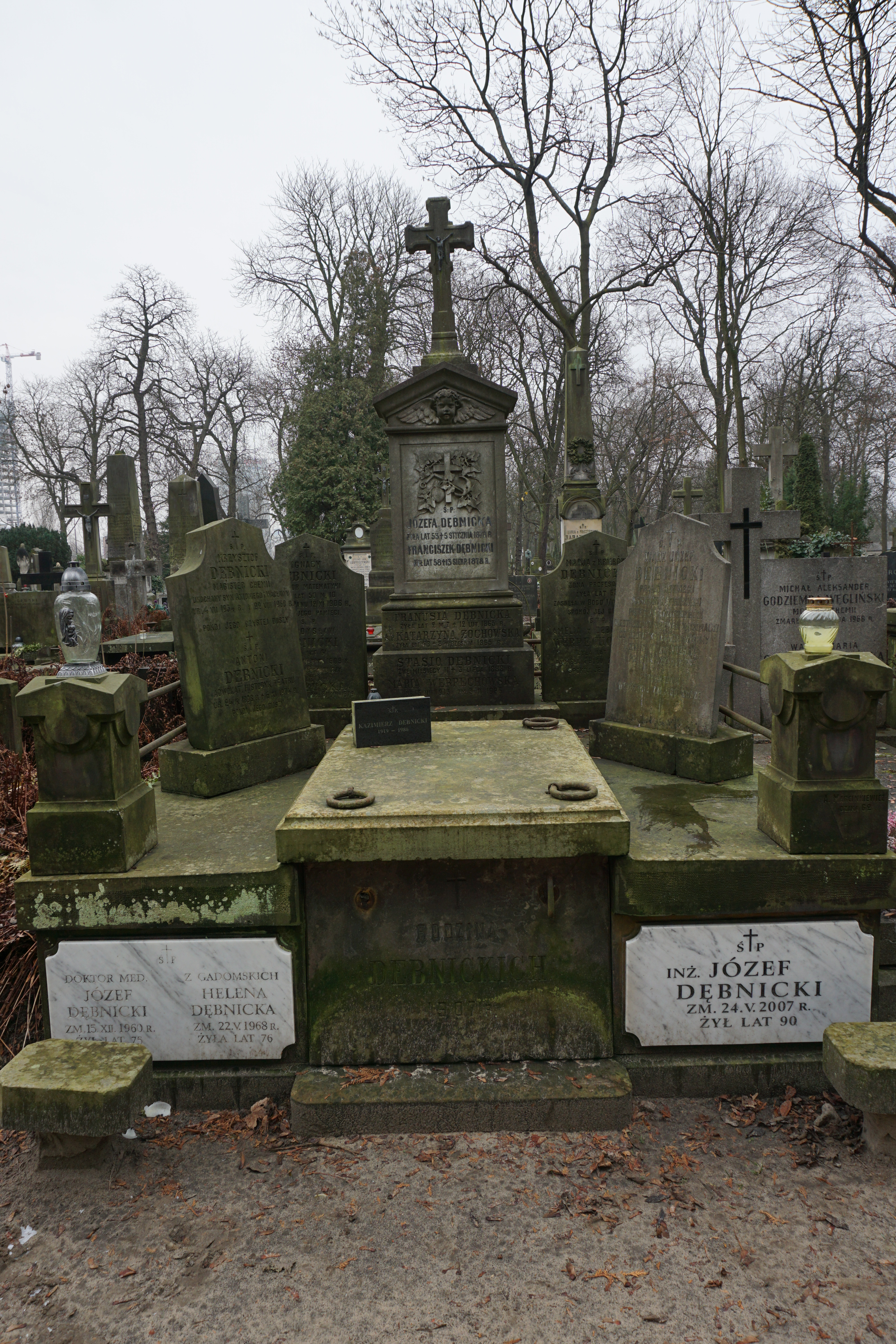
Grób Kazimierza Dębnickiego na cmentarzu Powązkowskim

Kazimierz Dębnicki (ur. 2 marca 1919 w Warszawie, zm. 2 marca 1986 tamże) – polski prozaik, autor książek dla młodzieży oraz działacz ruchu korczakowskiego.

## Życiorys
Syn Leona. W 1937 r. zdał maturę w gimnazjum im. Stanisława Staszica w Warszawie. Studiował polonistykę na Wydziale Medycznym i Humanistycznym UW. Debiutował w 1933 r. na łamach „Małego Przeglądu” jako reportażysta. Współpracownik Janusza Korczaka. Ochotnik w kampanii wrześniowej. W latach 1943–1945 był żołnierzem Polskiej Armii Ludowej na Kielecczyźnie, po zakończeniu okupacji hitlerowskiej objął funkcję Przewodniczącego Gminnej Rady Narodowej w Suchedniowie. W latach 1945–1947 był działaczem aparatu PPS, od stycznia do marca 1945 kierował Wojewódzkim Komitetem PPS w Kielcach. W latach 1947–1949 pełnił funkcję dyrektora gabinetu Ministerstwa Administracji Publicznej. W latach 1955–1960 był redaktorem naczelnym tygodnika „Film”.
Zmarł w Warszawie, spoczywa na cmentarzu Powązkowskim (kwatera 33-6-9,10).

## Ordery i odznaczenia
- Order Krzyża Grunwaldu III klasy (17 maja 1946)[6]
- Złoty Krzyż Zasługi (dwukrotnie: po raz drugi 22 września 1955[7])
- Medal 10-lecia Polski Ludowej (12 stycznia 1955)[8]
- Righteous Among The Nations (12 lipca 1981)[9]

## Wybrana twórczość
- Garard Philipe (FAW, 1958)
- Krzyk przez sen (Czytelnik, 1965, 1975)
- Nieprzetarty szlak (współautorka: Krystyna Salaburska, Wydawnictwo Harcerskie, 1965, Wydawnictwo Śląsk, 1985)
- Co słychać tam na dole (Biuro Wydawnicze „Ruch”, 1968)
- Krzyk na pustym podwórzu (Biuro Wydawnicze „Ruch”, 1968)
- Powroty (Wydawnictwo Harcerskie, 1968)
- Co widać tam na brzegu (Biuro Wydawnicze „Ruch”, 1969)
- Marsz przez zimne piekło (Biuro Wydawnicze „Ruch”, 1969)
- Walka trwa (Biuro Wydawnicze „Ruch”, 1969)
- Trzy pamięci (Wydawnictwo Łódzkie, 1971)
- Szczep małych braci (Biuro Wydawnicze „Ruch”, 1973)
- Skrzydła w burzy (Krajowa Agencja Wydawnicza, 1975)
- To strach tylko, kochanie (Krajowa Agencja Wydawnicza, 1975)
- Uwaga Piegowaty (Wydawnictwo Ministerstwa Obrony Narodowej, 1977)
- Granica winy (Wydawnictwo Literackie, 1978)
- Obszar niewypowiedziany (Wydawnictwo Literackie, 1978)
- Zapisy: przeszły i teraźniejszy (Krajowa Agencja Wydawnicza, 1979)
- Życie jak życie (Nasza Księgarnia, 1980, 1986)
- Przerwana partia szachów (Krajowa Agencja Wydawnicza, 1981)
- Spotkanie z cieniem (Wydawnictwo Ministerstwa Obrony Narodowej, 1982)
- Widziane inaczej (Nasza Księgarnia, 1983)
- Korczak z bliska (Ludowa Spółdzielnia Wydawnicza, 1985)
- Ludzie mojego życia (Nasza Księgarnia, 1988)